# Вилхелм II (Остмарк)
Вижте пояснителната страница за други личности с името Вилхелм II.
Вилхелм II (на немски: Wilhelm II, † 871, Велика Моравия) от род Вилхелмини е маркграф (comes terminalis) на Аварската марка (или Баварската Остмарк) и Марка Панония и граф на Траунгау.

## Биография
Той е син на Вилхелм I и брат на маркграф Енгелшалк I.
През 871 г. Вилхелм II пада убит заедно с брат си Енгелшалк в боевете против Велика Моравия. Негов наследник като граничен граф става Арибо I.